# Zotob
Zotob é um vírus informático tipo worm que ataca o sistema operativo Windows. O malware já foi responsável por afetar sistemas de grandes empresas, como a agência de notícias Associated Press, o jornal "The New York Times" e a Caterpillar, além de computadores no Congresso americano.
O vírus Zotob explora uma falha que havia sido reconhecida e corrigida pela Microsoft nos anos 2000, que permite que usuários mal-intencionados ganhem controle e aumentem privilégios no sistema.
As variantes do worm incluídas na Enciclopédia de vírus da Microsoft incluem: Zotob.A, Zotob.B, Zotob.C, Zotob.D, Zotob.E, Esbot.A, Rbot.MA, Rbot.MB, Rbot.MC e Bobax.O.